# Балькасар, Томас
Тома́с Балька́сар Гонса́лес (исп. Tomás Balcázar González; 4 мая 1931, Гвадалахара — 26 апреля 2020, Гвадалахара) — мексиканский футболист, участник ЧМ-1954. Дедушка известного футболиста и лучшего бомбардира в истории сборной Мексики Хавьера Эрнандеса, более известного как «Чичарито».

## Биография

### Игровая карьера
Всю футбольную карьеру Балькасар играл за клуб «Гвадалахара», за 10 лет в составе которой выиграл чемпионат Мексики 1957 года и в том же году Трофей Чемпион чемпионов Мексики, при этом «Чивас» дважды в 1952 и 1955 годах занимали второе место в чемпионате и 4 раза выходили в финал Кубка Мексики, которые были проиграны.
Балькасар играл за сборную Мексики на ЧМ-1954, на котором забил гол в ворота сборной Франции; матч завершился победой французов со счётом 3:2.

### Семья
Его дочь вышла замуж за футболиста Хавьера Эрнандеса, который был участником ЧМ-1986, но там не играл.
Их сын и внук Томаса Балькасара Хавьер Эрнандес, известный как «Чичарито», является лучшим бомбардиром в истории сборной Мексики и участником трёх чемпионатов мира (ЧМ-2010, ЧМ-2014, ЧМ-2018), на которых он забивал голы. При этом Хавьер забил гол в ворота сборной Франции в возрасте 22 лет на ЧМ-2010 (столько же было и его деду на ЧМ-1954); матч закончился победой мексиканцев со счётом 2:0.

### Смерть
Скончался 26 апреля 2020 года в возрасте 88 лет в Гвадалахаре, не дожив 8 дней до 89-летия.

## Достижения
«Гвадалахара»
- Чемпион Мексики (1): 1956/57
- Обладатель Чемпион чемпионов Мексики (1): 1957